# WrestleMania XXVII
WrestleMania XXVII là WrestleMania kỉ niệm 27 năm ra mắt, là một pay-per-view (PPV) hàng năm. Sự kiện được sản xuất bởi World Wrestling Entertainment (WWE). Đó là dự kiến diễn ra vào ngày 03 Tháng 4 năm 2011 tại Georgia Dome ở Atlanta, Georgia.

## Bối cảnh
WrestleMania có các trận đấu vật chuyên nghiệp có liên quan đến đô vật khác nhau có mối hận thù từ trước, và cốt truyện sẽ được diễn ra trên truyền hình của các chương trình chính của WWE. Đô vật sẽ miêu tả nhân vật phản diện hay anh hùng khi họ tuân theo một loạt các sự kiện căng thẳng và gai góc xây dựng trong một trận đấu vật hay một loạt các trận đấu.
Sự đối đầu chủ yếu cho Raw là giữa Dwayne "The Rock" Johnson, John Cena và đương kim vô địch WWE - The Miz. Vào ngày 14 tháng 2 của Raw, sự kiện đã được thông báo rằng The Rock sẽ phục vụ như một khách mời cho WrestleMania XXVII. The Rock xuất hiện lần đầu sau bảy năm vắng mặt, công khai chế giễu cả Miz và Cena trong đấu trường. Vào tuần tiếp theo của sự kiện Elimination Chamber, Cena đã giành chiến thắng trong Raw Elimination Chamber để kiếm được một suất cho chức vô địch WWE chống lại The Miz. Đêm sau đó, cả Cena và Miz chế nhạo ý kiến trước đó của The Rock, với Cena sản xuất một đoạn rap đặt câu hỏi đúng cam kết của The Rock đến WWE trong sự nghiệp của mình. Tối hôm đó, Cena và Miz bị buộc phải chung đội để giành WWE Tag Team Championship trong trận đấu với đương kim vô địch: The Corre (Justin Gabriel và Heath Slater). Bộ đôi thành công đánh bại Gabriel và Slater để trở thành Tag Team Champions, nhưng đã ngay lập tức bị thách thức cho trận tái đấu ngay sau đó, mà The Miz phản bội Cena, kết quả là chiến thắng của The Corre với Tag Team Championship. Qua truyền hình, The Rock trả lời rap của Cena ngày 28 tháng 2 tại Raw, viện dẫn rằng anh bắt đầu một sự nghiệp điện ảnh để giúp mở cánh cửa cho các đô vật khác đi đến Hollywood. Trong khi đó, Cena đánh bại tập sự của The Miz - Alex Riley trong trận đấu Steel Cage tại Raw. Theo các quy định trước trận đấu, Miz sẽ không còn cố vấn cho Riley.

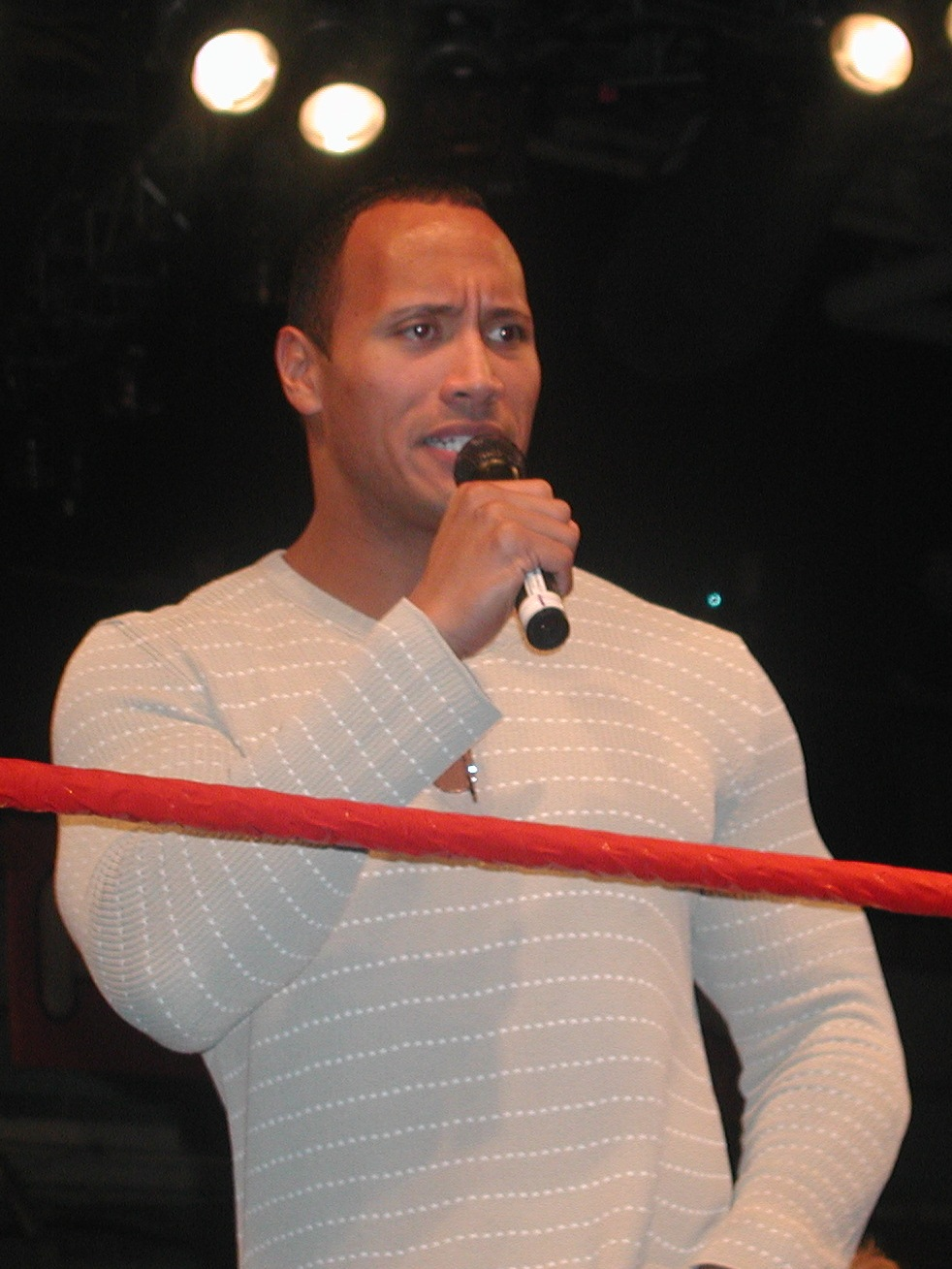
Dwayne Johnson khi là khách mời của WrestleMania XXVII.

## Kết quả
| #                                                      | Các trận đấu | Hình thức                                                        | Thời gian |
| ------------------------------------------------------ | --- | ---------------------------------------------------------------- | --------- |
| Dark                                                   | Sheamus (c) và Daniel Bryan hòa (no-contest)                                                                                                 | Lumberjack match tranh đai United States Championship            | 5:18      |
| Dark                                                   | The Great Khali chiến thắng đô vật cuối cùng Sheamus                                                                                         | 22-Man Battle Royal                                              | 8:46      |
| 1                                                      | Edge (c) (cùng Christian) đánh bại Alberto Del Rio (cùng Ricardo Rodriguez và Brodus Clay)                                                   | Đấu đơn tranh đai World Heavyweight Championship                 | 11:20     |
| 2                                                      | Cody Rhodes đánh bại Rey Mysterio | Đấu đơn                                                          | 12:00     |
| 3                                                      | Kane, Big Show, Santino Marella, và Kofi Kingston đánh bại The Corre (Wade Barrett, Ezekiel Jackson, Justin Gabriel, and Heath Slater)       | 8-man tag team match                                             | 1:35      |
| 4                                                      | Randy Orton đánh bại CM Punk | Đấu đơn                                                          | 14:47     |
| 5                                                      | Michael Cole đánh bại Jerry Lawler by disqualification                                                                                       | Đấu đơn, special guest referee(trọng tài khách mời) Steve Austin | 13:45     |
| 6                                                      | The Undertaker đánh bại Triple H | No Holds Barred match                                            | 29:30     |
| 7                                                      | Nicole "Snooki" Polizzi, Trish Stratus, và John Morrison đánh bại Dolph Ziggler và LayCool (Layla và Michelle McCool) (cùng Vickie Guerrero) | 6-person mixed tag team match                                    | 3:17      |
| 8                                                      | The Miz (c) (cùng Alex Riley) đánh bại John Cena                                                                                             | Đấu đơn tranh đai WWE Championship                               | 15:10     |
| (c) – refers to the champion(s) heading into the match | |                                                                  |           |

- Trận Battle Royal có 22 superstars, gồm Chavo Guerrero, Chris Masters, Curt Hawkins, Daniel Bryan, David Hart Smith, Drew McIntyre, Evan Bourne, Jey Uso, Jimmy Uso, Johnny Curtis, JTG, Mark Henry, Primo, R-Truth, Sheamus, Ted DiBiase, The Great Khali, Trent Barreta, Tyler Reks, William Regal, Yoshi Tatsu, và Zack Ryder.
- Vladimir Kozlov đã được chọn để đánh với The Corre (đánh cặp với Santino) tại trận 6-man tag team match, nhưng anh đã bị chấn thương vai trái trong WrestleMania Axxess Tour nên được thay bởi Kofi Kingston.

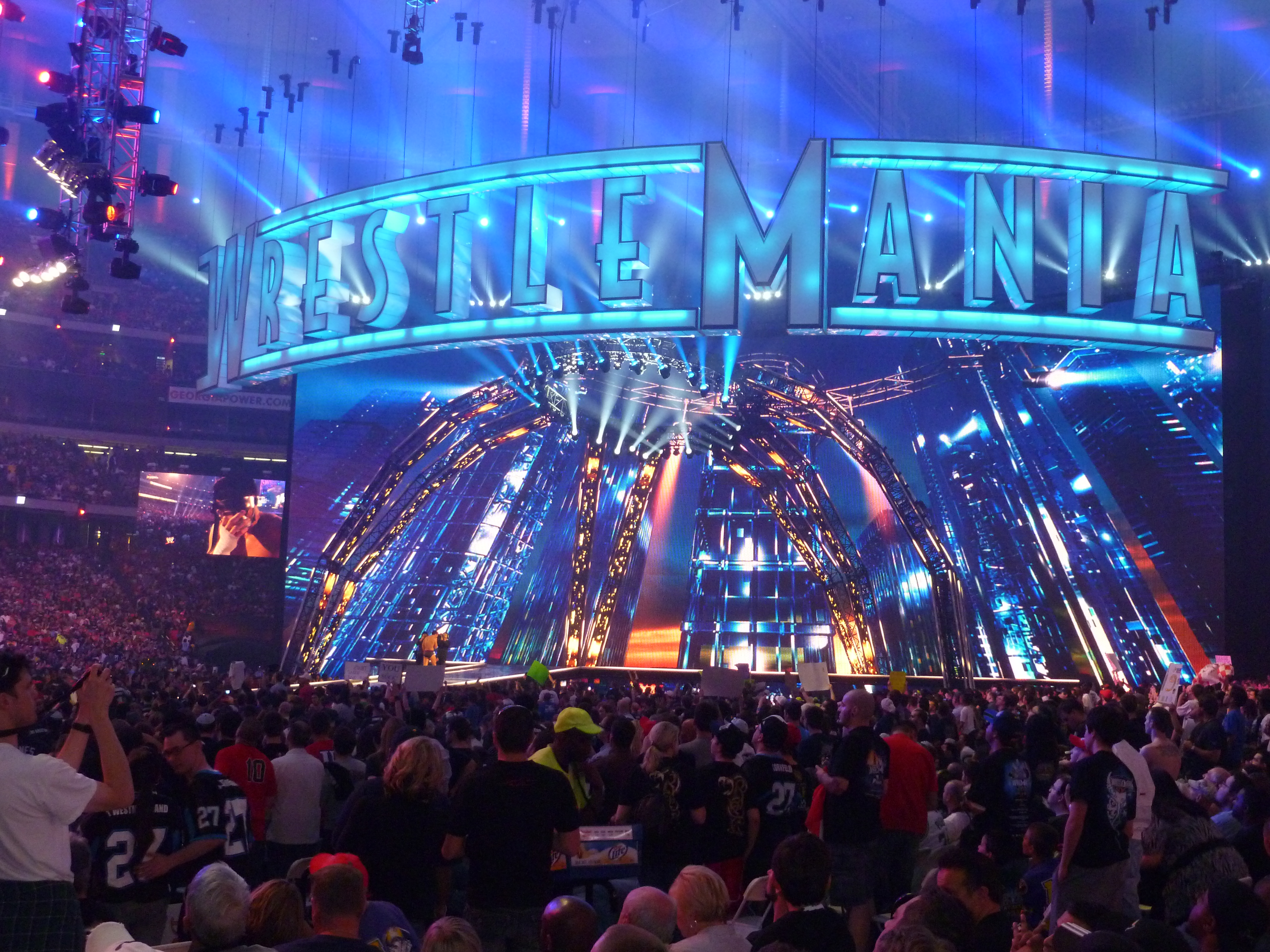
WrestleMania XXVII tổ chức tại Georgia Dome.

## Kết cục
Tối hôm sau tại WWE Raw, Cena và The Rock đồng ý gặp nhau để quyết định một trận đấu tại WrestleMania XXVIII. Đây như là một sự kiện hấp dẫn trong hầu hết các WrestleMania.
Ngày 11 tháng 4 tại Raw, Edge tuyên bố giải nghệ vì chấn thương, đánh dấu trận đấu cuối cùng của anh tại WWE là trận gặp Del Rio tại WrestleMania XXVII.

### Tranh cãi về số người xem
Giữa pay-per-view, Justin Robert tuyên bố một kỉ lục về số lượng khán giả tại Georgia Dome là 71.617. Nhưng Billboard.com nói buổi biểu diễn của Backstreet Boys có 73.337 người xem. Về phần mình, WWE nói buổi biểu diễn của Backstreet Boys chỉ có 65.658 người xem. Con số của WWE đã được xác nhận sau đó bởi các nhân viên ở Georgia Dome.